# Yasunari Kitaura
Yasunari Kitaura (jap. 北浦 康成, Kitaura Yasunari; * 25. Mai 1937 in der Präfektur Tokio) ist ein japanischer Kunsthistoriker, Experte in der europäischen Renaissance und Aikidō-Lehrer (8. Dan) des Aikikai Honbu Dojo, Shihan des Aikikai in Spanien, ausgezeichnet durch die Cultural Association of Aikido in Spanien (AEA), die von ihm gegründet wurde.

## Biografie
Er studierte an der Waseda-Universität und promovierte an der Universität Complutense in Madrid im Fach Kunstgeschichte. Er hat mehrere Bücher und Artikel über die Geschichte der europäischen, japanischen und chinesischen Kunst veröffentlicht.
Ausgebildet wurde er vom Begründer des Aikidō, Morihei Ueshiba und dessen Sohn Kisshomaru Ueshiba. Im Jahr 1967 ging er nach Madrid mit einem Stipendium des Ministeriums für Auswärtige Angelegenheiten, um seine Studien in der Geschichte der europäischen Kunst zu vertiefen. Im selben Jahr führte er Aikidō in Spanien ein und hat seine Verbreitung mit der besonderen Unterstützung von Kisshomaru Ueshiba und Moriteru Ueshiba, die Spanien mehrfach besuchten, vorangetrieben. Erwähnenswert ist die Verleihung des Dr. honoris causa der Polytechnischen Universität von Valencia an Kisshomaru Ueshiba im Jahre 1992, die zugleich ein Zeichen für die Verbreitung des Aikidō in Spanien ist. In seiner mehr als 40-jährigen Tätigkeit in Spanien hat Yasunari Kitaura zahlreiche Experten in dieser Disziplin trainiert und ausgebildet.

## Bücher
- Kitaura, Yasunari (2003) (Spanisch). El Greco: génesis de su obra. Consejo Superior de Investigaciones Científicas, CSIC. ISBN 84-00-08160-9
- Kitaura, Yasunari (1999) (Spanisch). La plenitud del vacío. Compañía Literaria. ISBN 84-8213-064-1
- Kitaura, Yasunari (1991) (Spanisch). Historia del arte de China. Cátedra. ISBN 84-376-0992-5